# Wilier Triestina (ciclismo 1945-1951)
La Wilier Triestina fu una squadra italiana di ciclismo su strada maschile fondata nel 1945 ed attiva fino al 1951.

## Storia
Pur con soli 6 anni di attività nel professionismo, la Wilier Triestina è stata una squadra che ha visto nelle proprio file ciclisti del calibro di Giordano Cottur, Pierino Favalli, Luciano Maggini, Alfredo Martini e Fiorenzo Magni. Fra i successi più importanti ricordiamo la vittoria al Giro d'Italia 1948, il Giro delle Fiandre 1949 e il Giro delle Fiandre 1950, vinte grazie a Fiorenzo Magni, le 11 frazioni vinte nella Corsa Rosa, il Giro del Veneto 1948, la Milano-Torino 1948, la Milano-Torino 1950 e la Tre Valli Varesine 1950.

## Cronistoria

### Annuario
| Anno | Codice | Nome             | Cat. | Biciclette       | Dirigenza                       |
| ---- | ------ | ---------------- | ---- | ---------------- | ------------------------------- |
| 1945 | -      | Wilier Triestina | Pro  | Wilier Triestina |                                 |
| 1946 | -      | Wilier Triestina | Pro  | Wilier Triestina | Dir. sportivi: Giovanni Zandonà |
| 1947 | -      | Wilier Triestina | Pro  | Wilier Triestina | Dir. sportivi: Giovanni Zandonà |
| 1948 | -      | Wilier Triestina | Pro  | Wilier Triestina | Dir. sportivi: Giovanni Zandonà |
| 1949 | -      | Wilier Triestina | Pro  | Wilier Triestina | Dir. sportivi: Giovanni Zandonà |
| 1950 | -      | Wilier Triestina | Pro  | Wilier Triestina | Dir. sportivi: Giordano Cottur  |
| 1951 | -      | Wilier Triestina | Pro  | Wilier Triestina | Dir. sportivi: Giordano Cottur  |

## Palmarès

### Grandi Giri
- Giro d'Italia

Partecipazioni: 6 (1946, 1947, 1948, 1949, 1950, 1951) 
11 vittorie di tappa:
- 3 nel 1946: Antonio Bevilacqua (2), Giordano Cottur
- 1 nel 1947: Giordano Cottur
- 3 nel 1948: Giordano Cottur, Luciano Maggini, Fiorenzo Magni
- 1 nel 1949: Luciano Maggini
- 3 nel 1950: Antonio Bevilacqua (2), Fiorenzo Magni

1 vittoria finale:
- 1948: Fiorenzo Magni

- Tour de France

Partecipazioni: 0
- Vuelta a España

Partecipazioni: 0

### Classiche monumento
- Giro delle Fiandre: 2

1949, 1950: (Fiorenzo Magni)